# Сељачка и грађанска заштита
Сељачка и грађанска заштита је била паравојна формација Хрватске сељачке странке. Настала је са циљем заштите страначких вођа и скупова од краљевског режима. Са оснивањем Бановине Хрватске постала је помоћна полицијска формација. У Априлском рату, делови Сељачке и грађанске заштите су разоружавали јединице краљевске Југословенске војске, чиме су олакшали усташама проглашење НДХ и преузимање контроле. Међутим, како су били формација ХСС, усташе нису имале поверења у њих, па су неке формације Сељачке и грађанска заштите ускоро уврштене у Хрватско домобранство, а остатак распуштен.
Сељачка и грађанска заштита је образована након парламентарних избора 1935. године.